# Olympische Sommerspiele 1976/Leichtathletik – 100 m (Frauen)

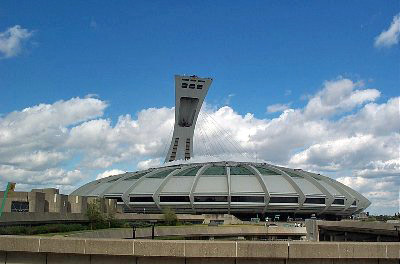
Das Olympiastadion in Montreal

Der 100-Meter-Lauf der Frauen bei den Olympischen Spielen 1976 in Montreal wurde am 24. und 25. Juli 1976 im Olympiastadion Montreal ausgetragen. 39 Athletinnen nahmen teil.
Olympiasiegerin wurde Annegret Richter aus der Bundesrepublik Deutschland, die im Halbfinale mit 11,01 s einen neuen Weltrekord aufstellte. Sie gewann vor Renate Stecher aus der DDR und Inge Helten aus der Bundesrepublik Deutschland.
Neben den beiden Medaillengewinnerinnen nahm auch Elvira Possekel für die Bundesrepublik Deutschland teil. Sie schied im Viertelfinale aus.

Für die DDR starteten zudem Martina Blos und Marlies Oelsner, später bekannter unter ihrem Namen Marlies Göhr. Blos schied in der Vorrunde aus, Oelsner erreichte das Finale und wurde Achte.

Läuferinnen aus der Schweiz, Österreich und Liechtenstein nahmen nicht teil.

## Rekorde

### Bestehende Rekorde
In den Jahren damals gab es noch ein Nebeneinander zwischen handgestoppten und auf Zehntelsekunden gerundeten elektronisch genommenen Zeiten einerseits sowie rein elektronisch gestoppten auf Hundertstelsekunden gerundeten Zeiten andererseits. Die offiziellen Bestenlisten bestanden aus einer Mischung, in die beide Arten von Zeitmessung gemeinsam eingingen. Auch handgestoppte Zeiten waren damals noch Teil der offiziellen Besten- und Rekordlisten, was sich vor allem auf den kurzen Strecken auswirkte und zu voneinander abweichenden Rekorden führte. Da jedoch die handgestoppten Zeiten aufgrund der Reaktionsverzögerung der Zeitnehmer ca. ein bis zwei Zehntelsekunden besser waren als die elektronisch ermittelten Werte, gab es bald getrennte Auflistungen. Von 1977 an wurden auch offiziell nur noch die elektronischen Zeiten geführt.
Die beiden folgenden Übersichten stellen beide oben beschriebenen Rekordzeiten in getrennten Tabellen dar.
| Rekorde mit elektronischer Zeitnahme | Rekorde mit elektronischer Zeitnahme | Rekorde mit elektronischer Zeitnahme | Rekorde mit elektronischer Zeitnahme | Rekorde mit elektronischer Zeitnahme |
| ------------------------------------ | ------------------------------------ | ------------------------------------ | ------------------------------------ | ------------------------------------ |
| Weltrekord                           | 11,04 s                              | Inge Helten ( BR Deutschland)        | Fürth, Bundesrepublik Deutschland    | 13. Juni 1976                        |
| Olympischer Rekord                   | 11,07 s                              | Renate Stecher ( DDR)                | Finale OS München, BR Deutschland    | 2. September 1972                    |

| Rekordübersicht mit gemischt ermittelten Zeiten | Rekordübersicht mit gemischt ermittelten Zeiten | Rekordübersicht mit gemischt ermittelten Zeiten | Rekordübersicht mit gemischt ermittelten Zeiten | Rekordübersicht mit gemischt ermittelten Zeiten |
| ----------------------------------------------- | ----------------------------------------------- | ----------------------------------------------- | ----------------------------------------------- | ----------------------------------------------- |
| Weltrekord                                      | 10,8 s                                          | Renate Stecher ( DDR)                           | Dresden, DDR (heute Deutschland)                | 20. Juli 1973                                   |
| Olympischer Rekord                              | 11,0 s                                          | Wyomia Tyus ( USA)                              | Finale OS Mexiko-Stadt, Mexiko                  | 15. Oktober 1968                                |

### Rekordegalisierungen / -verbesserungen
- Der unabhängig von handgestoppter oder elektronisch genommener Zeitnahme auf Zehntelsekunden gerundete olympische Rekord wurde einmal egalisiert:
  - 11,0 s – Annegret Richter (BR Deutschland), erstes Halbfinale bei einem Rückenwind von 0,57 m/s
- Der per elektronisch genommener Zeitnahme auf Hundertstelsekunden gerundete olympische Rekord wurde zweimal verbessert:
  - 11,05 s – Annegret Richter (BR Deutschland), erstes Viertelfinale bei einem Rückenwind von 1,06 m/s
  - 11,01 s – Annegret Richter (BR Deutschland), erstes Halbfinale bei einem Rückenwind von 0,57 m/s
- Der per elektronisch genommener Zeitnahme auf Hundertstelsekunden gerundete Weltrekord wurde einmal verbessert:
  - 11,01 s – Annegret Richter (BR Deutschland), erstes Halbfinale bei einem Rückenwind von 0,57 m/s

## Durchführung des Wettbewerbs
Die Athletinnen traten am 24. Juli zu sechs Vorläufen an. Die jeweils fünf Laufbesten – hellblau unterlegt – und die nachfolgend zwei Zeitschnellsten – hellgrün unterlegt – kamen ins Viertelfinale am selben Tag. Hieraus erreichten die jeweils vier Laufbesten – wiederum hellblau unterlegt – das Halbfinale am 25. Juli. In den Vorentscheidungsläufen qualifizierten sich ebenfalls die jeweils vier Laufbesten – hellblau unterlegt – für das Finale, das am selben Tag stattfand.

## Zeitplan
24. Juli, 11:00 Uhr: Vorläufe

24. Juli, 16:10 Uhr: Viertelfinale

25. Juli, 15:45 Uhr: Halbfinale

25. Juli, 17:50 Uhr: Finale
Anmerkung: Alle Zeiten sind in Ortszeit Montreal (UTC−5) angegeben.

## Vorrunde
Datum: 24. Juli 1976, ab 11:00 Uhr

### Vorlauf 1
Wind: +0,37 m/s
| Platz | Name               | Nation         | Zeit    |
| ----- | ------------------ | -------------- | ------- |
| 1     | Inge Helten        | BR Deutschland | 11,26 s |
| 2     | Ljudmila Maslakowa | Sowjetunion    | 11,30 s |
| 3     | Rosie Allwood      | Jamaika        | 11,35 s |
| 4     | Marjorie Bailey    | Kanada         | 11,46 s |
| 5     | Sharon Colyear     | Großbritannien | 11,47 s |
| 6     | Carol Cummings     | Jamaika        | 11,69 s |
| 7     | Lorna Forde        | Barbados       | 12,02 s |

### Vorlauf 2
Wind: +0,23 m/s
| Platz | Name                       | Nation                       | Zeit    |
| ----- | -------------------------- | ---------------------------- | ------- |
| 1     | Brenda Morehead            | USA                          | 11,35 s |
| 2     | Patty Loverock             | Kanada                       | 11,47 s |
| 3     | Leleith Hodges             | Jamaika                      | 11,54 s |
| 4     | Esmeralda de Jesus Freitas | Brasilien                    | 11,80 s |
| 5     | Debbie Jones               | Bermuda                      | 11,84 s |
| 6     | Rita Hendricks             | Amerikanische Jungferninseln | 13,51 s |
| DNS   | Sonia Lannaman             | Großbritannien               |         |

### Vorlauf 3
Wind: ±0,00 m/s
| Platz | Name            | Nation     | Zeit    |
| ----- | --------------- | ---------- | ------- |
| 1     | Raelene Boyle   | Australien | 11,39 s |
| 2     | Linda Haglund   | Schweden   | 11,40 s |
| 3     | Susan Jowett    | Neuseeland | 11,70 s |
| 4     | Isabel Taylor   | Kuba       | 11,73 s |
| 5     | Margaret Howe   | Kanada     | 11,83 s |
| 6     | Shonel Ferguson | Bahamas    | 12,26 s |

### Vorlauf 4
Wind: ±0,00 m/s
| Platz | Name                  | Nation         | Zeit    |
| ----- | --------------------- | -------------- | ------- |
| 1     | Chandra Cheeseborough | USA            | 11,28 s |
| 2     | Wera Anissimowa       | Sowjetunion    | 11,37 s |
| 3     | Silvia Chivás         | Kuba           | 11,43 s |
| 4     | Elvira Possekel       | BR Deutschland | 11,48 s |
| 5     | Denise Robertson      | Australien     | 11,50 s |
| 6     | Martina Blos          | DDR            | 11,70 s |
| 7     | Carolina Rieuwpassa   | Indonesien     | 11,98 s |

### Vorlauf 5
Wind: +0,37 m/s
| Platz | Name                   | Nation                  | Zeit    |
| ----- | ---------------------- | ----------------------- | ------- |
| 1     | Marlies Oelsner        | DDR                     | 11,36 s |
| 2     | Andrea Lynch           | Großbritannien          | 11,40 s |
| 3     | Sylviane Telliez       | Frankreich              | 11,47 s |
| 4     | Nadeschda Besfamilnaja | Sowjetunion             | 11,52 s |
| 5     | Lea Alaerts            | Belgien                 | 11,63 s |
| 6     | Divina Estrella        | Dominikanische Republik | 12,12 s |

### Vorlauf 6
Wind: +0,54 m/s
| Platz | Name                 | Nation         | Zeit    |
| ----- | -------------------- | -------------- | ------- |
| 1     | Annegret Richter     | BR Deutschland | 11,19 s |
| 2     | Renate Stecher       | DDR            | 11,21 s |
| 3     | Evelyn Ashford       | USA            | 11,25 s |
| 4     | Debbie Wells         | Australien     | 11,47 s |
| 5     | Carmen Valdés        | Kuba           | 11,47 s |
| 6     | Mona-Lisa Pursiainen | Finnland       | 11,62 s |
| 7     | Antoinette Gauthier  | Haiti          | 13,11 s |

## Viertelfinale
Datum: 24. Juli 1976, ab 16:10 Uhr

### Lauf 1
Wind: +1,06 m/s
| Platz | Name                       | Nation         | Zeit    | Anmerkung |
| ----- | -------------------------- | -------------- | ------- | --------- |
| 1     | Annegret Richter           | BR Deutschland | 11,05 s | ORel      |
| 2     | Marlies Oelsner            | DDR            | 11,27 s |           |
| 3     | Rosie Allwood              | Jamaika        | 11,34 s |           |
| 4     | Patty Loverock             | Kanada         | 11,50 s |           |
| 5     | Nadeschda Besfamilnaja     | Sowjetunion    | 11,63 s |           |
| 6     | Sylviane Telliez           | Frankreich     | 11,64 s |           |
| 7     | Esmeralda de Jesus Freitas | Brasilien      | 11,77 s |           |
| DNS   | Debbie Jones               | Bermuda        |         |           |

### Lauf 2

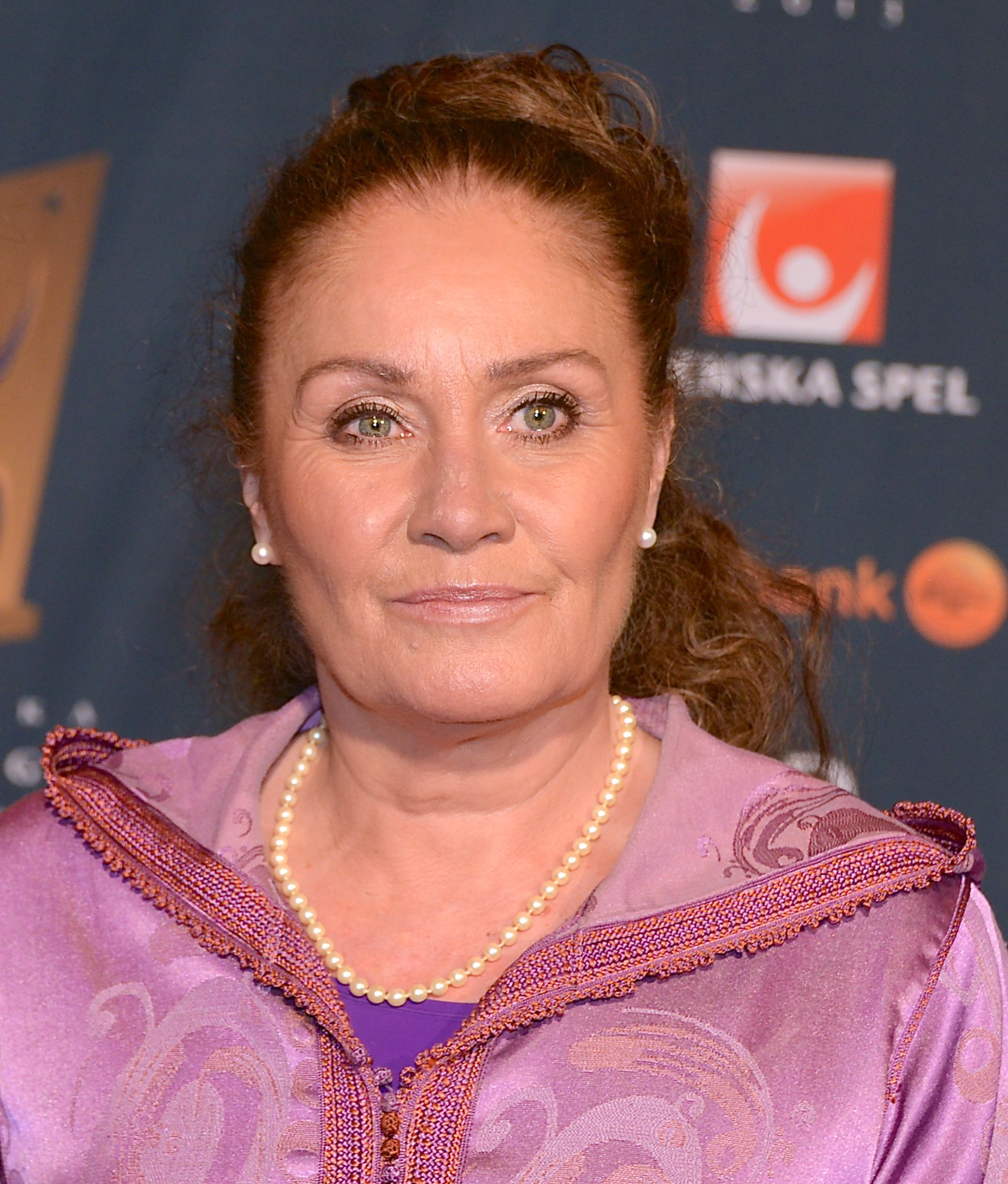
Linda Haglund (Foto: 2013) – ausgeschieden als Achte des zweiten Halbfinals

Wind: +0,21 m/s
| Platz | Name                  | Nation         | Zeit    |
| ----- | --------------------- | -------------- | ------- |
| 1     | Inge Helten           | BR Deutschland | 11,20 s |
| 2     | Chandra Cheeseborough | USA            | 11,36 s |
| 3     | Andrea Lynch          | Großbritannien | 11,36 s |
| 4     | Linda Haglund         | Schweden       | 11,48 s |
| 5     | Carmen Valdés         | Kuba           | 11,52 s |
| 6     | Denise Robertson      | Australien     | 11,56 s |
| 7     | Carol Cummings        | Jamaika        | 11,75 s |
| 8     | Susan Jowett          | Neuseeland     | 11,81 s |

### Lauf 3
Wind: −0,01 m/s
| Platz | Name               | Nation         | Zeit    |
| ----- | ------------------ | -------------- | ------- |
| 1     | Evelyn Ashford     | USA            | 11,28 s |
| 2     | Raelene Boyle      | Australien     | 11,29 s |
| 3     | Ljudmila Maslakowa | Sowjetunion    | 11,37 s |
| 4     | Silvia Chivás      | Kuba           | 11,42 s |
| 5     | Sharon Colyear     | Großbritannien | 11,51 s |
| 6     | Elvira Possekel    | BR Deutschland | 11,58 s |
| 7     | Lea Alaerts        | Belgien        | 11,71 s |
| 6     | Margaret Howe      | Kanada         | 11,96 s |

### Lauf 4
Wind: −0,01 m/s
| Platz | Name                 | Nation      | Zeit    |
| ----- | -------------------- | ----------- | ------- |
| 1     | Renate Stecher       | DDR         | 11,22 s |
| 2     | Brenda Morehead      | USA         | 11,30 s |
| 3     | Marjorie Bailey      | Kanada      | 11,44 s |
| 4     | Wera Anissimowa      | Sowjetunion | 11,47 s |
| 5     | Debbie Wells         | Australien  | 11,51 s |
| 6     | Leleith Hodges       | Jamaika     | 11,58 s |
| 7     | Mona-Lisa Pursiainen | Finnland    | 11,72 s |
| 8     | Isabel Taylor        | Kuba        | 11,92 s |

## Halbfinale
Datum: 25. Juli 1976, ab 15:45 Uhr

### Lauf 1
Wind: +0,57 m/s
| Platz | Name                  | Nation         | Zeit    | Anmerkung  |
| ----- | --------------------- | -------------- | ------- | ---------- |
| 1     | Annegret Richter      | BR Deutschland | 11,01 s | WRel / ORe |
| 2     | Evelyn Ashford        | USA            | 11,21 s |            |
| 3     | Chandra Cheeseborough | USA            | 11,26 s |            |
| 4     | Marlies Oelsner       | DDR            | 11,29 s |            |
| 5     | Rosie Allwood         | Jamaika        | 11,32 s |            |
| 6     | Wera Anissimowa       | Sowjetunion    | 11,39 s |            |
| 7     | Silvia Chivás         | Kuba           | 11,43 s |            |
| 8     | Marjorie Bailey       | Kanada         | 11,47 s |            |

### Lauf 2
Wind: +1,07 m/s
| Platz | Name               | Nation         | Zeit    |
| ----- | ------------------ | -------------- | ------- |
| 1     | Renate Stecher     | DDR            | 11,10 s |
| 2     | Inge Helten        | BR Deutschland | 11,18 s |
| 3     | Raelene Boyle      | Australien     | 11,22 s |
| 4     | Andrea Lynch       | Großbritannien | 11,28 s |
| 5     | Ljudmila Maslakowa | Sowjetunion    | 11,34 s |
| 6     | Brenda Morehead    | USA            | 11,38 s |
| 7     | Patty Loverock     | Kanada         | 11,40 s |
| 8     | Linda Haglund      | Schweden       | 11,41 s |

## Finale

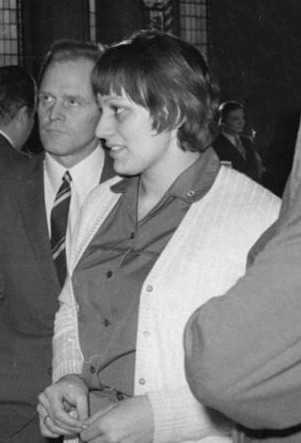
Die zweifache Sprint-Olympiasiegerin von 1972 Renate Stecher gewann diesmal Silber
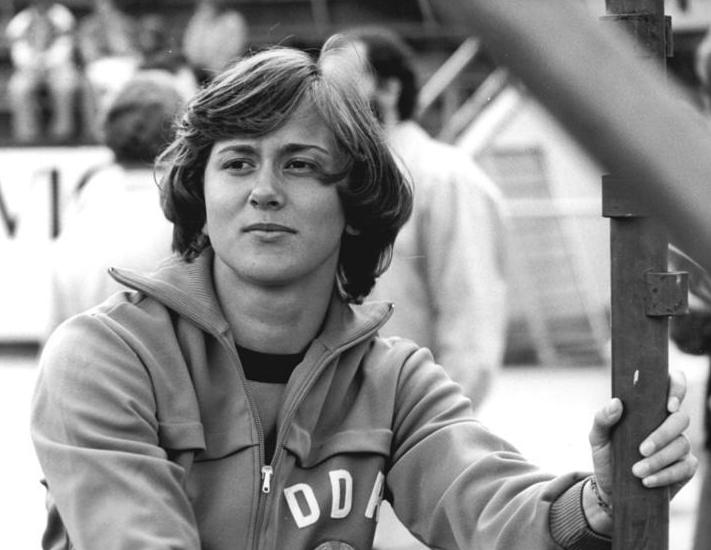
Marlies Oelsner, spätere Marlies Göhr, erreichte Platz acht

Datum: 25. Juli 1976, 17:50 Uhr
Wind: ±0,00 m/s
| Platz | Name                  | Nation         | Zeit    |
| ----- | --------------------- | -------------- | ------- |
| 1     | Annegret Richter      | BR Deutschland | 11,08 s |
| 2     | Renate Stecher        | DDR            | 11,13 s |
| 3     | Inge Helten           | BR Deutschland | 11,17 s |
| 4     | Raelene Boyle         | Australien     | 11,23 s |
| 5     | Evelyn Ashford        | USA            | 11,24 s |
| 6     | Chandra Cheeseborough | USA            | 11,31 s |
| 7     | Andrea Lynch          | Großbritannien | 11,32 s |
| 8     | Marlies Oelsner       | DDR            | 11,34 s |

Für das Finale hatten sich vier Deutsche qualifiziert, jeweils zwei Sprinterinnen aus der DDR und zwei aus der Bundesrepublik Deutschland. Komplettiert wurde das Finalfeld durch zwei US-Amerikanerinnen, eine Australierin und eine Teilnehmerin aus Großbritannien.
Annegret Richter, vier Jahre zuvor in München unter dem Namen Annegret Irrgang Olympiafünfte, hatte im Halbfinale mit 11,01 s bei den rein elektronisch gemessenen Zeiten einen neuen Weltrekord aufgestellt und die alte Marke ihrer Teamkameradin Inge Helten um drei Hundertstelsekunden verbessert. Gemeinsam mit der Olympiasiegerin von 1972 Renate Stecher aus der DDR war Annegret Richter die Favoritin für dieses Rennen. Auch die Australierin Raelene Boyle, Silbermedaillengewinnerin von München, sowie Inge Helten wurden stark eingeschätzt. Es wurde ein enges Rennen zwischen diesen vier Medaillenanwärterinnen erwartet.
Die Favoritinnen kamen alle gut weg vom Start, die Abstände waren äußerst knapp. Nach fünfzig Metern setzte sich Annegret Richter an die Spitze. Sie lief ihr Rennen und brachte den erarbeiteten kleinen Vorsprung ins Ziel. Sie gewann in 11,08 s. Zur abendlichen Startzeit waren die Bedingungen für die Sprinterinnen nicht mehr ganz so gut wie am Nachmittag bei den Halbfinals, sodass eine weitere Verbesserung des Weltrekords kaum möglich war. Auch im Kampf um die weiteren Medaillen ging es erwartet eng zu. Renate Stecher gewann in 11,13 s Silber vor Inge Helten mit weiteren vier Hundertstelsekunden Rückstand. Sechs Hundertstelsekunden hinter Helten kam Raelene Boyle als Vierte ins Ziel.

## Video
- Montreal Olympic Games Highlights - Second Part - Colour, Bereich 1:20min min bis 1:38 min, youtube.com, abgerufen am 20. Oktober 2021